# Арбидол
«Арбидол» (лат. Arbidol) —  лекарственное средство с недоказанной эффективностью. Торговое название умифеновира.
Несмотря на заявления производителя, Арбидол не имеет доказанной эффективности в качестве лекарства от чего-либо. Его нет в рекомендациях ВОЗ от 2009 года по лечению гриппа.
Арбидол не является лекарством от коронавируса, доказательством чему стало независимое исследование, проведённое в 2020 году в Китае.
Несмотря на то, что арбидол как лекарство не имеет доказательств эффективности, его продвижение на российский рынок активно лоббируют некоторые российские чиновники. Продвижение препарата привело к его включению в российский список ЖНВЛП.

## История
Наименование «Арбидол» было присвоено препарату его разработчиком — Всесоюзным научно-исследовательским химико-фармацевтическим институтом им. Серго Орджоникидзе (ВНИХФИ) в 1974 году, как производное от слов карбэтокси и броминдол.
Арбидол разработан в СССР совместными усилиями учёных Всесоюзного научно-исследовательского химико-фармацевтического института имени Серго Орджоникидзе (затем — ОАО «ЦХЛС-ВНИХФИ» в Москве), НИИ медицинской радиологии АМН СССР (НИИМР) (в настоящее время — Медицинский радиологический научный центр РАМН в Обнинске) и Ленинградского НИИ эпидемиологии и микробиологии имени Пастера (ЛенНИИЭМ) в Ленинграде.
В 1974 году группой учёных ВНИХФИ и НИИМР получено авторское свидетельство № 1685933 с приоритетом от 27.11.1974 на средство для профилактики и лечения гриппа типа А и острых респираторных заболеваний, с авторами: Алексей Николаевич Гринёв, Фёдор Александрович Трофимов, Нина Гавриловна Цышкова, Григорий Николаевич Першин, Надежда Сергеевна Богданова, Ирина Сергеевна Николаева.
Одна из первых публикаций с описанием процесса химического синтеза Арбидола датируется 1993 годом.
Арбидол продвигается маркетинговыми методами с 1994 года в России. С 2006 года используется в Китае для профилактики и лечения гриппа, вызываемого вирусами типов A и B, а также для профилактики простудных заболеваний у домашней птицы.
В конце 2009 года Арбидол был включён Правительством России в государственный перечень ЖНВЛП (сперва как иммуностимулятор, затем как противовирусный препарат), что с одной стороны гарантировало продажи, а с другой — ограничивало максимальную стоимость. По состоянию на 2015 год лекарственное средство находится в перечне ЖНВЛП.
Международное непатентованное наименование — умифеновир (Umifenovirum) — было дано этому препарату Всемирной организацией здравоохранения в 2011 году. В том же году Минздравсоцразвития заменило торговое название «Арбидол» на МНН «умифеновир» в перечне лекарств, обязательных для аптек.
В конце 2013 года умифеновир был включён ВОЗ в группу противовирусных препаратов прямого действия в международный классификатор лекарственных средств АТХ.
На основании клинических и доклинических данных 18 февраля 2020 г. Государственным комитетом Китайской Народной Республики по делам здравоохранения была утверждена шестая редакция Программы диагностики и лечения пневмонии, вызываемой коронавирусом нового типа 2019-nCoV (SARS-CoV-2). Данный документ содержит, в частности, рекомендации по лечению коронавируса нового типа с использованием лекарственного препарата, содержащего умифеновир.
28 апреля 2020 Министерство здравоохранения опубликовало шестую версию временных рекомендаций профилактики, диагностики и лечению COVID-19. В числе прочих указан умифеновир, известный в России под торговой маркой «Арбидол».
18 августа 2020 года в Китае утверждена восьмая редакция Программы, в которой по-прежнему упоминается Арбидол. Его рекомендуется применять на ранних стадиях заболевания наряду с другими противовирусными препаратами.

### Недобросовестная реклама в начале 2020 года
В конце января 2020 года, во время вспышки коронавируса SARS-CoV-2 с угрозой эпидемии, компания «Отисифарм» в рекламе на радио позиционировала «Арбидол» как средство против коронавируса, тогда как лекарства для лечения ещё не найдены. ФАС подготовила запросы производителю и другим организациям для оценки достоверности этой рекламы. 25 февраля ФАС возбудила дело против АО «Отисифарм» по признакам недостоверной рекламы.
По сообщению ТАСС, помещённому на сайте ФАС, 10 марта 2020 года Федеральная антимонопольная служба России выявила, что реклама препарата «Арбидол» на радиостанциях как средства от коронавирусной инфекции COVID-19 содержит признаки нарушения Федерального закона «О рекламе». 16 марта 2020 года комиссия ФАС вынесла решение о признании данной рекламы ненадлежащей, нарушающей часть 6 статьи 24 Федерального закона «О рекламе».
По сообщению РБК, в результате рассмотрения всех обстоятельств дела и предоставленных документов ФАС сняла обвинения в недостоверности информации, указанной в ролике в отношении препарата «Арбидол» (пункт 11 части 3 статьи 5 Федерального закона «О рекламе») и применила пункт 6 статьи 24 Федерального закона «О рекламе», признав рекламу выходящей за пределы показаний, указанных в инструкции.

## Производство и продажи препарата
В России промышленный выпуск препарата начат в 1992 году на объединении «Мосхимфармпрепараты» имени Семашко. С 2001 года производителем препарата является ЗАО «Мастерлек», которая изменила ценовую политику (резко увеличила цену — с 20 до 120 рублей) и начала активную рекламную кампанию на телевидении и среди аптечных работников. Продажи препарата активно росли. В 2005 году препарат был добавлен в государственный минимальный ассортимент аптечных учреждений.
В 2006 году «Мастерлек» был куплен компанией «Фармстандарт», и арбидол стал одним из основных продуктов компании. Уже в 2006 году препарат стал самым продаваемым в России, его продажи увеличились более чем в сто раз с 2001 года.
По данным на 2008 год «Арбидол» занимал первое место по объёмам продаж среди всех лекарственных средств в России (2,326 млрд рублей или 1,3 % всего рынка). Валовая рентабельность арбидола после переноса производства на курский завод выросла с 46 % до 60 %.
Продажи препарата за 2009 год резко выросли и составили 5,5 млрд рублей.
В первой половине 2010 года было продано 35,5 млн упаковок «Арбидола» общей стоимостью 7,6 млрд рублей.
В 2011 году продажи «Арбидола» упали на треть, однако он остался на первом месте с долей рынка 1,3 %. За год они составили до  4,8 млрд рублей.
Объём продаж препарата в 2012 году оценивался ЦМИ «Фармэксперт» и DSM Group примерно в 5 млрд рублей.
При этом «Фармстандарту» потребовалось закупить за 2012 год 32 900 кг субстанции для производства «Арбидола», с ценой килограмма в 1800 долларов США (общие затраты на 33 тонны — около 60 млн долларов).
В первом полугодии 2013 года было продано «Арбидола» на 1,14 млрд рублей.
В сентябре — декабре 2013 года безрецептурный бизнес «Фармстандарта» был выделен в отдельную компанию «Отисифарм». Продажи ею Арбидола за первое полугодие 2014 года упали до уровня в 0,53 млрд рублей. В период с января по сентябрь 2014 года выручка от продаж Арбидола составила 2,2 млрд рублей. Показатели за тот же период в 2013 году были выше на 25 %.
В 2020 году в России Арбидол был закуплен бюджетами на сумму 270 265 857 рублей.

## Торговая марка
Торговое название умифеновира (химическое название: этиловый эфир метилфенилтиометил-диметиламинометил-гидроксиброминдол карбоновой кислоты; другие торговые названия умифеновира — «Арпетолид», «Арпефлю», «ОРВИтол НП», «Арпетол» и «Иммустат», «Умифеновир», «Афлюдол»), зарегистрированного в России в качестве медицинского препарата.
В 2004 году Арбидол был запатентован производителем («Мастерлек») как средство против атипичной пневмонии, вызванной коронавирусом SARS-CoV. Товарный знак «Арбидол» до 2006 года принадлежал компании «Мастерлек», а затем — «Фармстандарту», с 2013 года принадлежит «Отисифарму».
В 2007 году закончился срок действия патента, но остался зарегистрированный «Фармстандартом» в 20 странах товарный знак «Арбидол». Однако в 2009 г. Республика Беларусь аннулировала этот товарный знак на своей территории. Ситуация связана с производством этого препарата на белорусском СООО «Лекфарм» под названием «Арпетол».

## Арбидол и российские чиновники
В сезон пандемии свиного гриппа 2009—2010 годов государственные служащие, в частности Татьяна Голикова (руководитель Минздравсоцразвития) и Геннадий Онищенко (главный санитарный врач РФ), контролировали наличие препарата в аптеках. Также в нескольких телерепортажах было показано, как президент РФ В. В. Путин интересовался производственными мощностями (Курск, 2006 год) и наличием «Арбидола» в аптеках (2010 год).
По версии производителя, а также Минздрава России, препарат может использоваться в качестве лекарства от новой коронавирусной инфекции (COVID-19).

## Дженерики Арбидола
В 2007 году срок действия патента на «Арбидол» истёк. Таким образом, появилась возможность производить дженерики препарата:
- Казанское предприятие «Татхимфармпрепараты» производит умифеновир под марками «Афлюдол» и «Меднат»[47][48].
- Белорусское СООО «Лекфарм» производит умифеновир под марками «Арпетол» и «Арпефлю»[49].
- На Украине умифеновир производится под торговой маркой «Иммустат» фармкомпанией «Дарница» (Киев)[50].
- В Китае умифеновир производят различные компании, в том числе Nanjing Gemsen[51], Синохем Кингдай Ко., Лтд.[52], Jiangsu Lianshui (под маркой ZongTong)[19].
- В Нидерландах умифеновир производит компания Natur Produkt Europe B. V. под маркой «Orvitol NP» (рус. ОРВИтол® НП)[52].

## Эффективность
Арбидол не имеет доказанной эффективности.
Препарат не включён в «Рекомендации ВОЗ по фармакологическому лечению пандемического гриппа A (H1N1) 2009 и других вирусов гриппа» по причине «недостаточных данных об эффективности или безопасности, либо и том, и другом». Препрарат упоминается в перечне противовирусных средств для лечения гриппа Международным обществом по гриппу и другим ОРВИ (isirv-AVG).

### Клинические исследования
Всемирная организация здравоохранения по состоянию на конец 2000-х годов призывает с осторожностью относиться к выводам, полученным в ранних российских и китайских клинических испытаниях умифеновира, поскольку они не соответствуют современным требованиям доказательной медицины.
Большинство исследований по Арбидолу опубликованы на русском языке, что затрудняет анализ их качества международным сообществом из-за языкового барьера. Судя по этим публикациям, у Арбидола есть потенциал как противовирусного средства широкого действия.
Многие клинические исследования IV фазы по Арбидолу спонсированы «Фармстандартом» («Мастерлеком»).
C 2012 года на территории России проводилось мультицентровое двойное слепое рандомизированное плацебо-контролируемое исследование «Арбитр», финансируемое «Фармстандартом». По данным этого РКИ, число случаев полного выздоровления через 96 часов от начала заболевания составило 98 пациентов (54,1 %) в группе пациентов, получавших Арбидол, и 77 (43,3 %) в группе пациентов, получавших плацебо; через 108 часов от начала заболевания число случаев полного выздоровления составило уже 98 пациентов (55,1 %) в группе пациентов, принимавших плацебо, и 117 пациентов (64,6 %) в группе получавших Арбидол. Частота осложнений заболевания в группе умифеновира составила 3,8 %, в группе плацебо — 5,62 %.

### Коронавирус
Китайские производители Арбидола утверждали, что их продукция эффективна в ингибировании нового коронавируса SARS-CoV-2. В 2020 году в Китае провели клиническое исследование по стандартам доказательной медицины, которое продемонстрировало отсутствие лечебного эффекта Арбидола против COVID-19.
В декабре 2020 года в Иране было проведено рандомизированное клиническое исследование, в котором первичной конечной точкой была продолжительность госпитализации и клиническое улучшение (отсутствие кашля, одышки, лихорадки) через 7 дней после госпитализации, в котором 100 участников в 1-й день принимали гидроксихлорохин, затем или Арбидол, или Калетру (лопинавир/ритонавир). По результатам РКИ время госпитализации в группе Арбидола было меньше, чем в группе Калетры (7.2 дня против 9.6) дней, кроме того через 7 дней госпитализации отличалась сатурация крови кислородом (94 % в группе арбидола против 92 % в группе калетры). При этом время до купирования лихорадки существенно не отличалось. Ограничения исследования — небольшой размер выборки и немногоцентровый дизайн.
В актуальных временных методических рекомендациях по профилактике, лечению и диагностике COVID-19 Министерства здравоохранения РФ (17 версия, декабрь 2022 года) умифеновир отнесён к препаратам, которые «могут быть использованы при лечении COVID-19», однако при этом отмечено, что «отсутствуют доказательства его эффективности и безопасности».

## Критика
В 2007 году президиум Формулярного комитета РАМН принял резолюцию: «Немедленно изъять из перечня лекарственных средств, по которому осуществляется лекарственное обеспечение в программе ДЛО, устаревшие препараты с недоказанной эффективностью — …, арбидол, …».
В СМИ неоднократно появлялась информация о лоббировании препарата со стороны государственных служащих, в частности со стороны бывшего Министра здравоохранения и социального развития Российской Федерации Татьяны Голиковой.